# Пожарная команда (фильм)
«Пожарная команда» — американский кинофильм, комедия 1987 года.

## Сюжет
Один злобный делец не без выгоды для себя устраивает в городе поджоги старых зданий. В это время из Пожарной Академии выпускаются три аппетитные дамочки, которые жаждут применить полученные знания на практике. Конечно же, они сразу устраиваются на работу в бравую Пожарную команду. Но перед тем как стать грудью на пути зарвавшегося пиромана, новобранкам предстоит приструнить своих новых коллег-мужчин, у которых только одно на уме. Но разве это проблема для таких отчаянных девчонок?

## В ролях
- Джанна Ранаудо — Баррет Хопкинс (как Джанна Рэйнз)
- Марта Петерсон — Шеннон Мэрфи
- Рене Рэйфорд — Виолет Браун
- Дэвид Генри Келлер — Уоррен Фрамп
- Крэйг Митчелл — Бамми
- Парнс Картрайт — Дарнелл Фиббс
- Гидеон Фонтейн — Джон Андерсон
- Питер Маккензи — Диксон Виллугби
- Питер Онорати — Рон Слик
- Джонатан Мэндел — Тимми Райан
- Эндрю Райан — Сид Финегольд
- Джо Вивиани — лейтенант Вэлли
- Дик Бил — Уорд Хопкинс
- Джоан Фокс — Джун Хопкинс
- Джулия Робертс — Бэбс

## Интересные факты
- В этом фильме впервые на экране появилась Джулия Робертс, тогда ещё никому не известная актриса. Она сыграла эпизодическую роль и её имя в титрах не упоминается.